# Beboszetesza (Így jártam anyátokkal)
A Beboszetesza (eredetileg angolul Dowisetrepla) az Így jártam anyátokkal című amerikai televízió-sorozat harmadik évadának hetedik epizódja. Eredetileg 2007. november 5-én vetítették, míg Magyarországon egy évvel később, 2008. december 11-én.
Ebben az epizódban Marshall és Lily lakáskeresésre indulnak. Miközben Barney a lehetőséget keresi, hogy ennek köszönhetően csajokat szedjen fel, Marshall megtudja Lily titkát.

## Cselekmény
|  | Alább a cselekmény részletei következnek! |

Marshall végül elunja, hogy Ted állandóan ott van mellettük, miközben ők már egy házaspár, ezért beleegyezik, hogy keressenek saját lakást. Egy nagyon elegáns helyen, New York új, trendi övezetében, Beboszeteszában lenne a lakás. Marshall első látásra beleszeret, elképzelve, milyen lesz a gyerekeivel. Lily tudja, hogy a hatalmas hitelkártya-adósság miatt bajban lesznek, de nem szól róla, hanem Marshall-lal egyetértve kijelenti, hogy meg kell venniük. Barney, aki felszed egy Meg nevű lányt, ebbe a lakásba viszi őt fel, hogy az ne tudja meg a címét, és angolosan távozhasson, míg zuhanyzik.
Másnap kölcsönt akarnak felvenni, azonban ekkor Marshall szembesül Lily adósságaival, mert igen rossz feltételekkel kapnák csak meg a pénzt. Aznap Ted, Barney, és Robin arra mennek haza, hogy veszekedés nyomai látszanak a lakásban. Ted nyomozónak állva kikövetkezteti az egyes részleteket, majd döbbenten hallják az üzenetrögzítőn, hogy Lily felhívott egy válóperes ügyvédet. Hamarosan beállít Marshall és Lily, és elmondják, hogy tényleg veszekedtek, és Lily tényleg felajánlotta a válást, de csak azért, mert úgy kedvezőbb feltétellel kaphatnának kölcsönt. Marshall erre azt mondja, hogy amikor elvette feleségül, a gondjait is vele együtt vette el. Végül úgy döntenek, megveszik a lakást – barátaik pedig nemhogy lebeszélnék őket, de együtt ujjonganak velük.
Amikor Lily és Marshall visszamennek a lakáshoz, ami már az övék, rémes bűzt éreznek: kiderül, hogy a „Beboszetesza” a „beborít mindent a szennyvíztelep szaga” rövidítése.

## Kontinuitás
- Lily először A párbaj című részben említette meg, hogy közös lakást szeretne Marshall-lal.
- Marshall négy fiút, Lily pedig két lányt képzel el, amikor a családjukról fantáziálnak.
- Robin az előző részben fedezte fel Lily hatalmas adósságát.
- Jövőbeli Ted, amikor Marshall élete három legnagyobb hibáját sorolja, megemlíti, amikor belenyírt a hajába a Valami kölcsönvett című epizódban.
- Visszaemlékezésben látható Barney szerencsejáték-függősége, amikor Marshall vizsgájára fogadott.
- A lila zsiráf című epizódban éppen Ted érezte úgy, hogy a lakásban Marshall és Lily vannak inkább „otthon”.
- Barney a zuhany alatt hagyást már az Először New Yorkban című epizódban is megemlítette.
- Marshall nemcsak Lily szemét tudja kilőni a pezsgősdugóval, hanem mint ebben a részben látható, Wendy a pincérnő is az áldozata lesz.

## Jövőbeli utalások
- Marshall a Spoilerveszély című részben tudja meg, hogy leszakvizsgázott-e.
- Ted és Robin egyetértenek abban, hogy szakítás után együtt lógni furcsa. A köztük lévő feszültség először a Pofonadás című részben robban ki, illetve későbbi epizódokban az aktuális partnereik is megjegyzik, hogy ez nekik nem tetszik.
- A Selejtező című részből kiderül, hogy Meg teljesen rákattant Barneyra, a Rossz passzban című epizódban pedig segít Lilynek, hogy szétválassza Barneyt és Robint.
- A Háromnapos havazás című epizódban Ted megemlíti, hogy az emberek gyakran tesznek olyan állításokat, amit később megbánnak („Meg kellene vennünk a lakást”).
- Ted később is bemutatja detektíves képességeit.
- A Blitz-adás című részben azért nem mennek Hálaadást ünnepelni Marshallékhoz, mert a szennyvíztelep szaga miatt rém büdös van.
- Barney a Robotok a pankrátorok ellen című epizódban is kifejezi a változások iránti félelmét. Ugyanebben a részben Marshall és Lily pénzügyileg stabilnak nevezik magukat.

## Érdekességek
- Ted (és a húga) voltak gyerekkorukban a Mosby-fiúk, amit a Hardy-fiúk nevű, népszerű ifjúnyomozókról szóló történetek után neveztek el.
- A Marshallt játszó Jason Segel az előző sorozatában, a Különcök és stréberekben egy dobost alakított, akárcsak az álomjelenetben.
- Házaspároknak Amerikában nem kell közösen kölcsönt felvenniük. Marshall akár azt is megtehette volna, hogy egyedül, Lily nélkül veszi azt fel. Az igaz, hogy ezt a bankok sem igazán reklámozzák, így lehet, hogy nem is tudtak róla.
- Amikor Ted felveszi a napszemüvegét és bedob egy borzasztó szóviccet, akkor a CSI: Miami helyszínelők című sorozatból parodizálja Horatio Caine mémmé nemesült szokását.
- Marshall és Lily lakásában a bejárati ajtó mellett látható egy ajtó, ami a beköltözésükkor már nincs ott, csak az üres fal.

|  | Itt a vége a cselekmény részletezésének! |

## Vendégszereplők
- Maggie Wheeler – Margaret
- April Bowlby – Meg
- Phill Lewis – banki alkalmazott
- Charlene Amoia – Wendy, a pincérnő

## Fordítás
- Ez a szócikk részben vagy egészben  a   Dowisetrepla című angol Wikipédia-szócikk ezen változatának fordításán alapul.  Az eredeti cikk szerkesztőit annak laptörténete sorolja fel. Ez a jelzés csupán a megfogalmazás eredetét és a szerzői jogokat jelzi, nem szolgál a cikkben szereplő információk forrásmegjelöléseként.

## További információ
- „Beboszetesza” az Így Jártam Anyátokkal Wiki-n (angolul)